# Taifa von Silves

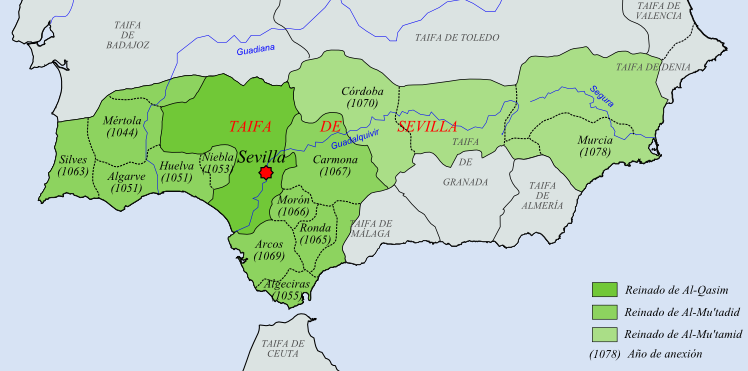
Kleinkönigreiche (taifas) in Andalusien und Portugal

Die nur kurzzeitig existierende Taifa von Silves (arabisch طائفة شلب, DMG Ṭāʾifat Šilb) war ein mittelalterliches islamisches Kleinkönigreich (taifa) im äußersten Südwesten der Iberischen Halbinsel.

## Geschichte
Das Taifa-Reich von Silves entstand in der Phase des Untergangs des Kalifats von Córdoba (1009–1031). Es wurde im Jahr 1027 von 'Isa I., einem Angehörigen des Stammes der Beni Muzayn, gegründet. Die Dynastie herrschte insgesamt 36 Jahre bis 1063. Danach wurde die Macht von Abbad II. al-Mu'tadid, dem Herrscher der Taifa von Sevilla, übernommen. Ab dem Jahr 1091 stand die Region unter der Kontrolle der berberischen Almoraviden und von 1151 bis 1250 unter der Oberherrschaft der Almohaden. Im Zuge der christlichen Reconquista fiel die Regierungsgewalt um die Mitte des 13. Jahrhunderts an das Königreich Portugal.

## Herrscher

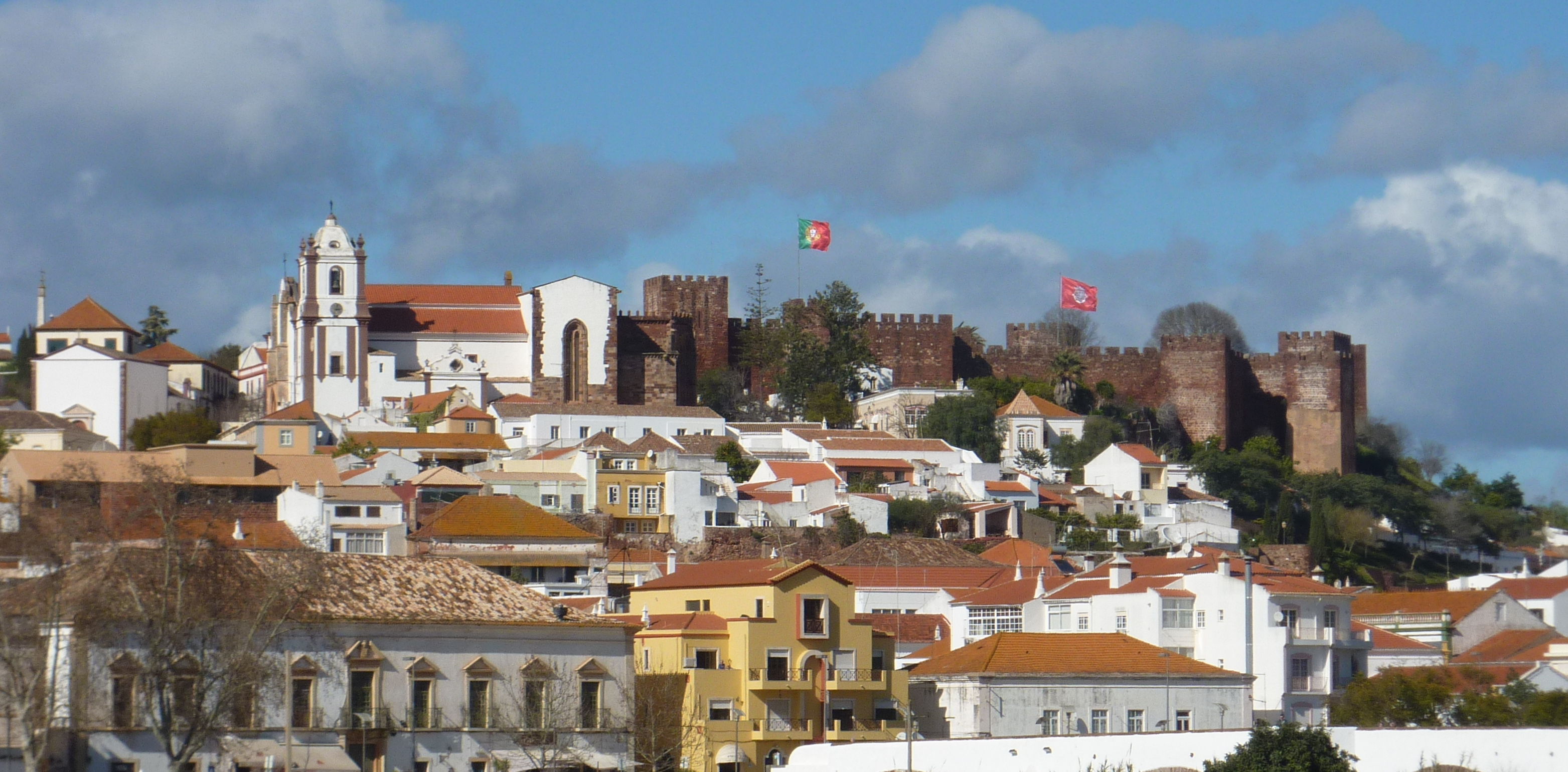
Silves mit der Ruine der – später von den Christen umgestalteten – Maurenburg

### Banu Muzayn
- 'Isa I., 1027–1040/1
- Muhammad I, 1040/1–1048
- 'Isa II, 1048–1053
- Muhammad II, 1053–1058
- 'Isa III, 1058–1063

### Taifa von Sevilla
- 1063–1091

### Almoraviden
- 1091–1145

### Al-Mundirid Dynastie
- Abu'l-Walid Muhammad, 1145–1150

### Almohaden
- 1150–1250